# ريجينا مارسيكوفا
ريجينا مارسيكوفا (بالتشيكية: Regina Maršíková)‏ مواليد 11 ديسمبر 1958 في براغ، هي لاعبة كرة مضرب تشيكية سابقة بدأت مسيرتها كمحترفة عام 1974 وكانت تلعب باليد اليمنى، اعتزلت اللعب في 1993. هي إحدى بطلات الجراند سلام. أعلى تصنيف لها في الفردي كان المركز الـ 11 في سنة 1981.

## بطولات حققتها
- دورة رولان غاروس الدولية

## النهائيات الكبرى

### زوجي السيدات: 1 (1 اللقب، 0 الوصيف)
| الحصيلة | السنة | البطولة        | السطح | الشريك      | المنافس                     | النتيجة       |
| ------- | ----- | -------------- | ----- | ----------- | --------------------------- | ------------- |
| فوز     | 1977  | فرنسا المفتوحة | طين   | بام تيجاردن | راني فوكس هيلين غورلاي كولي | 5–7, 6–4, 6–2 |

## الخط الزمني للبطولات الكبرى للفردي
مفتاح
| ف | ن | ن.ن | ر.ن | د# | د.م | ل | أ.أ | ت | غ | ب | ف | ذ | م.خ | ل.ت |

(ف) فاز بالبطولة (ن) وصل النهائي (ن.ن) نصف النهائي (ر.ن) ربع النهائي (د#) الأدوار الأربعة الأولى (د.م) دور المجموعات (ل) شارك في كأس ديفيز (أ.أ) خرج من الأدوار الاولى (ت) خسر التصفيات التأهيلية (غ) غاب عن الحدث أو البطولة (ب) حصل على ميدالية برونزية (ف) حصل على ميدالية فضية (ذ) حصل على ميدالية ذهبية (م.خ) بطولة الماسترز خُفضت إلى مرتبة أقل (ل.ت) البطولة لم تعقد في السنة المعينة.
لتجنب الارتباك وازدواجية الحساب، يتم تحديث هذه المعلومات إما في نهاية البطولة، أو عندما تكون مشاركة اللاعب في البطولة قد انتهت.
| المسابقة                | 1974  | 1975  | 1976  | 1977  | 1977  | 1978  | 1979  | 1980  | 1981  | 1982  | 1983  | 1984  | 1985  | 1986  | 1987  | 1988  | 1989  | 1990  | 1991  | 1992  | 1993  | إجمالي ف / م |
| ----------------------- | ----- | ----- | ----- | ----- | ----- | ----- | ----- | ----- | ----- | ----- | ----- | ----- | ----- | ----- | ----- | ----- | ----- | ----- | ----- | ----- | ----- | ------------ |
| بطولة أستراليا المفتوحة | غ     | غ     | غ     | د2    | غ     | غ     | غ     | غ     | غ     | غ     | غ     | غ     | د1    | ل.ت   | د1    | غ     | د1    | غ     | غ     | غ     | غ     | 0 / 4        |
| دورة رولان غاروس        | د1    | غ     | ر.ن   | ن.ن   | ن.ن   | ن.ن   | ن.ن   | غ     | د4    | غ     | غ     | غ     | غ     | د3    | د2    | د1    | د1    | غ     | غ     | غ     | غ     | 0 / 10       |
| بطولة ويمبلدون          | غ     | غ     | د3    | د1    | د1    | د4    | د3    | د2    | د1    | غ     | غ     | غ     | غ     | د1    | د2    | غ     | غ     | غ     | غ     | غ     | غ     | 0 / 8        |
| بطولة أمريكا المفتوحة   | غ     | غ     | د3    | د1    | د1    | د4    | د4    | د2    | د1    | غ     | غ     | غ     | د2    | د2    | د1    | غ     | غ     | غ     | غ     | غ     | غ     | 0 / 9        |
| فوز / مشاركة            | 0 / 1 | 0 / 0 | 0 / 3 | 0 / 4 | 0 / 4 | 0 / 3 | 0 / 3 | 0 / 2 | 0 / 3 | 0 / 0 | 0 / 0 | 0 / 0 | 0 / 2 | 0 / 3 | 0 / 4 | 0 / 1 | 0 / 2 | 0 / 0 | 0 / 0 | 0 / 0 | 0 / 0 | 0 / 31       |
| تصنيف نهاية العام       |       | ب.ت   | 23    | 20    | 20    | 14    | 14    | 18    | 13    | ب.ت   | ب.ت   | ب.ت   | 80    | 61    | 71    | 176   | 227   | 359   | 502   | ب.ت   | ب.ت   |              |

- إجمالي ف / م = إجمالي المشاركة والفوز

## روابط خارجية
- ريجينا مارسيكوفا على موقع رابطة محترفات التنس (الإنجليزية)
- ريجينا مارسيكوفا على موقع الاتحاد الدولي لكرة المضرب (الإنجليزية)
- ريجينا مارسيكوفا على موقع كأس بيلي جين كينغ (الإنجليزية)
- ريجينا مارسيكوفا على موقع خلاصة التنس.كوم (الإنجليزية)